# 富島健夫
富島 健夫（とみしま たけお、冨島は本名、1931年10月25日 - 1998年2月5日）は、日本の小説家。

## 概要
当時日本領だった朝鮮の京城に生まれる。1945年敗戦とともに引揚げ、福岡県立豊津高等学校に学ぶ。1951年早稲田大学第一文学部仏文科入学。在学中に丹羽文雄の『文学者』同人となり、1952年同人誌第二次『街』を創刊、創作活動に入った。
1953年12月、『街』の代表として応募した『新潮』同人雑誌推薦特集に「喪家の狗」が掲載され、文壇にデビューする。同作は芥川賞の候補になった。卒業後、河出書房に勤務の傍ら、1956年に処女長編『黒い河』を同社より刊行する。1957年、河出書房の倒産を機会に、作家生活に入る。
『雪の記憶』『故郷の蝶』『七つの部屋』『恋と少年』などの純文学書下ろし長篇を発表後、1960年代からは青春小説、ジュニア小説に着手する。性の問題を回避して青春の文学は成立しないと主張し、それまでタブー視されていた10代の性の問題を正面から扱い、1969年『ジュニア文芸』（小学館)に連載された『おさな妻』はテレビや雑誌等で賛否両論を呼んだ。
1973年『初夜の海』を発表以後、作品は官能的な傾向を強め、1980年代には川上宗薫、宇能鴻一郎とともに“官能小説御三家”とも称せられた。大河長編に『女人追憶』がある。
自伝的長編に『青春の野望』（5部作）。エッセイ集も多数あり、1998年に66歳で没するまでに刊行された著書は800冊に及ぶ。1980年から翌1981年にかけて、各時代の代表作を集大成した『富島健夫小説選集』全22巻（実業之日本社）が刊行されている。
『黒い河』『雪の記憶』
『明日への握手』（映画「高校三年生」）、関根恵子というスターを生んだ『おさな妻』、3本のにっかつロマンポルノと、1950年代から1980年代まで、それぞれの時代の代表作が安定して少なくとも12本映画化されている。
競艇ファンとしても知られ、1970年代から1980年代にかけて、関東地区競艇場開催の四大特別競走（現在のSG競走）優勝戦中継のゲストとして常時出演していた。
没後20年後の2018年に初めての伝記『「ジュニア」と「官能」の巨匠 富島健夫伝』（荒川佳洋著、河出書房新社）が刊行された。

## 著作
1956年
- 黒い河（河出書房）

1958年
- 雪の記憶（平凡出版）
- 燃ゆる頬（平凡出版）

1959年
- 七つの部屋（河出書房新社）

1960年
- 雪の中の信子（河出書房新社）
- 若葉の炎（弥生書房）
- 二人が消えた夜（荒地出版社）

1961年
- 容疑者たち（雪華社）

1962年
- 故郷は遠きにありて（角川小説新書）
- 夜の青葉（集英社）

1963年
- 明日への握手 学習研究社（学研新書） 「高校三年生」として映画化[8]
- 恋と少年（河出書房新社）
- のぶ子の悲しみ（秋元書房）

1964年
- 雌雄の光景（純文学）（河出書房新社）
- 君たちがいて僕がいた（秋元書房）

1965年
- 青春の門（学習研究社、レモン・ブックス）

1966年
- 富島健夫青春文庫 第1-8（学習研究社）
- 制服の胸のここには（集英社）
- また会う日に（集英社、コバルト・ブックス）
- 青春海流（集英社、コンパクト・ブックス）
- 虹は消えない（集英社、コンパクト・ブックス）

1967年
- 考えない人（東方社）
- 心に王冠を（集英社、コバルト・ブックス）
- 若草燃ゆる（学習研究社、レモン・ブックス）
- ちぎれ雲の歌（集英社、コバルト・ブックス）
- 初恋宣言（集英社、コバルト・ブックス）

1968年
- 女の部屋（光風社書店）
- 朝雲の序曲（集英社、コバルト・ブックス）
- ふたりだけの真珠（集英社、コバルト・ブックス）
- 青春をぶっつけろ（青春出版社、青春新書）
- 生命の山河（集英社）
- にんげん牧場（集英社、コンパクト・ブックス）
- 道は遥かなり（集英社、コバルト・ブックス）
- 明日は青春（集英社、コバルト・ブックス）
- はじめての微笑（集英社、コバルト・ブックス）
- 流氷は帰らない（集英社、コンパクト・ブックス）
- その人は遠くに（大和書房、銀河選書）

1969年
- おとなは知らない（集英社、コバルト・ブックス）
- 歪められた初夜（秋田書店）
- 星と地の日記（集英社、コバルト・ブックス）
- 恋愛百景 春陽堂書店（サン・ポケット・ブックス）
- 純白の季節（集英社、コバルト・ブックス）
- これが男の子だ（サン・パブリシティ、コバルト・ブックス）
- 雲の序章（集英社、コバルト・ブックス）
- 不良少年の恋（集英社、コバルト・ブックス）

1970年
- 青春の条件（主婦の友社、Cherry books）
- 制服の庭（集英社、コバルト・ブックス）
- 二年二組の勇者たち（集英社、コバルト・ブックス）
- おれは怠け者だ（光風社書店）
- ふたりの恋の物語（集英社、コバルト・ブックス）
- 秘密はふたりのもの（集英社、コバルト・ブックス）
- きみが心は（集英社、コバルト・ブックス）
- おさな妻（集英社）
- かりそめの恋（集英社、コバルト・ブックス）
- 純愛一路（集英社、コバルト・ブックス）
- 少年（集英社、コバルト・ブックス）
- 青春の海（集英社、コバルト・ブックス）

1971年
- 吹雪のなかの少年（集英社、コバルト・ブックス）
- 可愛い子ちゃん 青い実の章（集英社、コンパクト・ブックス）
- 青春劇場（集英社、コバルト・ブックス）
- 朝だちの唄（実業之日本社（ホリデー新書）
- 女の部屋 紅燈篇（光風社書店）
- 夜明けの星（講談社）
- われらが城（講談社）
- 春の坂（講談社）
- 早春の雪（講談社）
- 星のない夜（講談社）
- あしたの湖（講談社）
- 美しきライバル（集英社、コバルト・ブックス）
- 荒野の星（集英社、コンパクト・ブックス）
- 蝶舞う日まで（集英社、コンパクト・ブックス）
- 女の部屋（緑酒篇 光風社書店）
- 十七歳の四季（講談社）
- 水色の夜（講談社）
- あぶれた野郎（集英社、コンパクト・ブックス）
- 青春前夜（講談社）
- 可愛い子ちゃん 紅い花の章（集英社、コンパクト・ブックス）
- 朝だちの唄 乱れる宴の巻（実業之日本社（ホリデー新書）
- 富島健夫青春文学選集 第1－13巻（集英社）

1972年
- 愛が信じられなくなったら（大和書房）
- 背徳の部屋（光風社書店）
- すみません（朝日新聞社）
- 今夜の花（集英社、コバルト・ブックス）
- 婚前初夜 約束の夜の巻（集英社、コンパクト・ブックス）
- ぼくの恋人（集英社、コバルト・ブックス）
- 彼女の好きなやつ（毎日新聞社）
- 告白する勇気（毎日新聞社）
- 十七歳の路（集英社、コバルト・ブックス）
- 婚前初夜 青い欲望の巻（集英社、コンパクト・ブックス）

1973年
- 実験する恋愛（祥伝社、ノン・ブック）
- 恋するまで（集英社、コバルト・ブックス）
- 恋か友情か（毎日新聞社）
- やんちゃな天使（集英社、コンパクト・ブックス）
- 十七歳の歌（集英社、コバルト・ブックス）
- 純子の実験（集英社、コバルト・ブックス）
- 背信の季節 青い性の巻（集英社、コンパクト・ブックス）
- 新・おさな妻（集英社、コンパクト・ブックス）
- おれの女友だち（青樹社）
- 背信の季節 陶酔の巻（集英社、コンパクト・ブックス）

1974年
- 十七歳の夢（集英社、コバルト・ブックス）
- 犯す（実業之日本社）
- 年上のあの人（集英社、コバルト・ブックス）
- 恋する人の本（いんなあとりっぷ）
- 聖処女（光風社書店）
- 処女連盟 第1－3部（スポーツニッポン新聞社出版局）
- 婚約時代（集英社、コバルト・ブックス）
- 男と女の関係（集英社、コンパクト・ブックス）
- 初恋の海（集英社、コバルト・ブックス）

1975年
- 恋情賛歌 双葉社（双葉新書）
- 秘密（番町書房）
- いのちの旅路（集英社、コバルト・ブックス）
- 恋愛教室（集英社、コバルト・ブックス）
- 十七歳の構図（光風社書店）
- ふしぎな関係（旺文社ノベルス）
- 恋ごっこ かりそめの夜の巻（集英社、コンパクト・ブックス）
- 恋ごっこ それぞれの恋の巻（集英社、コンパクト・ブックス）
- おんなの条件（集英社、コンパクト・ブックス）
- くれない匂うとき（徳間書店）
- 初体験（実業之日本社（ジョイ・ノベルス）
- ひめごころ 文藝春秋）
- それぞれの欲望（集英社、コンパクト・ブックス）
- 恋と欲望の季節（桃園書房）
- 行動する恋愛（青樹社）

1976年
- 夜は別れない（集英社、コンパクト・ブックス）
- 初心な浮気（桃園書房）
- 人間の部屋 燃ゆる夜の章（光風社書店）
- 背徳者たち（講談社）
- 城下町の少女（立風書房）
- からみあい（青樹社、Big books）
- 錦が丘恋歌（青春の野望　1）（集英社）
- 愛と夢と現身と（青春の野望 2）（集英社）
- ふたりだけの夏（実業之日本社、Joy novels）
- 人間の部屋 白き獣の章（光風社書店）
- 星と地の日記（集英社文庫、コバルトシリーズ）
- 女の園（勁文社）

1977年
- 愛人と恋人（講談社）
- 愛撫（青樹社）
- 青空に虹が（朝日ソノラマ、ソノラマ文庫）
- 偽装同棲（スポーツニッポン新聞社出版局）
- 処女連盟 開花篇（集英社、コンパクト・ブックス）
- 処女連盟 紅唇篇（集英社、コンパクト・ブックス）
- 成熟（実業之日本社、Joy novels）
- 同級生（立風書房）
- 富島健夫青春文庫 1－5（立風書房）
- 春の実験（桃園書房）
- 湖は慕っている（集英社文庫）
- 誘惑者（実業之日本社、Joy novels）
- 誘惑の条件（桃園書房）
- 早稲田の阿呆たち（集英社）（青春の野望　3）
- 思春期  双葉社（双葉新書）
- 初夜の海（スポニチ出版）

1978年
- 純愛物語（集英社文庫）
- 恋愛劇場（スポニチ出版）
- 愛が芽ばえたとき（学習研究社、Live books）
- 年増と処女（桃園書房）
- 白鳥は悲しまず（集英社文庫）
- 受胎（スポニチ出版）
- 道は遥かなり（集英社文庫）
- 花を盗む（サンケイ出版）
- ろまんの花束（実業之日本社）
- 土曜の夜（実業之日本社、Joy novels）
- 三度目の初夜（青樹社、Big books）

1979年
- 金曜日の愉しみ（青樹社、Big books）
- 誘惑の理由（スポニチ出版）
- 青い欲望（集英社文庫）
- 誘惑の季節（桃園書房）
- 愛玩（青樹社、Big books）
- ふたりの星座（集英社文庫）
- 女たちの欲望（桃園書房）
- 三人の秘密（実業之日本社、Joy novels）
- 官能の宴（桃園書房）
- 天使に会った男（スポニチ出版）
- また会う日に（集英社文庫）
- くれない匂うとき（実業之日本社、Joy novels）
- ひそかな願望（青樹社、Big books）
- 玩ぶ女たち（サンケイ出版）
- 恋慕の海（立風書房）

1980年
- 情感の海（立風書房）
- 女とギャンブル（青樹社）
- 自由なる青春（集英社文庫）
- 官能の宴 続（桃園書房）
- 知的恋愛の本（青春出版社）
- 可愛い女たち（実業之日本社、富島健夫小説選集）
- 孤独な初夜（青樹社、Big books）
- すみれ寮哀歓（サンケイ出版）
- 寛容な同棲者（青樹社）
- 学生作家の群（集英社）（青春の野望  4）
- 優雅な日夜（桃園書房）

1981年
- 悪友共和国（青樹社）
- 虹は消えない（光風社出版）
- 女人追憶 第1-7部（-1991年）（小学館）
- 女の願望（青樹社、Big books）
- 青春前期（集英社）
- 男女の原点（光文社）
- 誘惑（光風社出版）
- 女たちの日曜日（光風社出版）
- 漁色の四季（青樹社）
- 婚約者（桃園書房）
- 夕映え抄（立風書房）
- 妻として生きるために（小学館）
- 男女の接点（光文社）

1982年
- 情事の季節（桃園書房）
- たそがれの女（青樹社）
- 雲のあばれん坊（集英社）
- 少年の欲望（集英社文庫）
- 七つの部屋（青樹社）
- 冷えた乳房（スポニチ出版、富島健夫自選集）
- 男女の交点（光文社）
- 女になりたい（青樹社、Big books）
- 実験の初夜（スポニチ出版、富島健夫自選集）
- 火照る姫（光文社）
- 妖しい午後（立風書房）
- 好色取材ノート（桃園書房）
- 乙女ごころ（立風書房）
- 浮気ごっこ（実業之日本社、Joy novels）

1983年
- あきれた恋人たち（桃園書房、桃園新書）
- 人生、進むべし（集英社）（青春の野望 5）
- 情事百景（徳間書店）
- 女のいる風景（青樹社）
- 交歓の宴（光文社）
- 情ある女たち（桃園書房）
- 男と女の再会（小学館）
- 誰も言わなかった恋愛論（経済界）

1984年
- 恋人と実験者と（桃園書房）
- 男女の序章（東都書房）
- 友だちの女（青樹社、Big books）
- 新情事百景（徳間書店）
- 女蕩し行状記（実業之日本社、Joy novels）
- おんな草紙（立風書房）
- 情婦の夜（青樹社、Big books）
- 女の夜の声（有楽出版社）
- くろしろ談義 双葉社（Futaba books）

1985年
- いつまでも情事（青樹社）
- 妻・母・女（集英社文庫）
- 情欲の部屋（桃園書房、桃園新書）
- 母の情人（光文社）
- 花の秘密（サンケイ出版）
- 雅子の見聞記（茜新社）

1986年
- 虹は消えない（集英社文庫）
- 好色の時代 （東都書房）
- 女たちの四季（桃園書房、桃園新書）
- あの夜の声（実業之日本社、Joy novels）
- 遊び仲間（光風社出版、Kofusha novels）
- 男と女のハプニング（双葉社）
- 愛か情事か（徳間書店）

1987年
- 女と男のあれこれ（桃園書房、桃園新書）
- 許婚者のいる女（桃園書房、桃園新書）
- ふたりで行く（徳間書店）
- 好色天使（実業之日本社、Joy novels）
- 女は自由（青樹社、Big books）

1988年
- 女が夜来る（桃園書房、桃園新書）
- 今夜のチャンス（広済堂出版）
- 危険な男女（桃園書房、桃園新書）
- 愛情物語（集英社）
- 淫女たちの夜（青樹社、Big books）
- いのちの悶え（扶桑社）

1989年
- 女遍歴の日日（双葉社、Futaba novels）
- 淑女淫行記（桃園書房、桃園新書）
- 浮気の代償（青樹社、Big books）
- 妖しい午後（勁文社、ケイブンシャノベルス）
- 情事の周辺（青樹社、Big books）
- 優しい関係（徳間書店）
- 華やかな獲物（ベストセラーズ）

1990年
- 妖しい性（桃園書房、桃園文庫）
- 絶頂の狩人（ベストセラーズ）
- 性欲物語 第1-4部（-1993）（桃園書房、桃園新書）
- 色好みの青春（桃園書房、桃園新書）
- 女の旅路（有楽出版社）
- おんなへの序曲（青樹社、Big books）
- 花びらを追う男（徳間書店）

1991年
- 騒ぐ女・静かな女（実業之日本社、Joy novels）
- 淫の花園（桃園書房、桃園新書）
- 多情の季節（有楽出版社）
- 女だけを愛す役立たず（徳間書店）
- 密通  双葉社（Futaba novels）
- 青春再来（青樹社、Big books）

1992年
- ふれあいの夜（徳間書店）
- 竜神のひげ（集英社）
- 夜ごとの冒険（有楽出版社）
- 情炎海峡（桃園書房）

1993年
- 姉妹有情（青樹社、Big books）
- 理想的初体験（徳間オリオン、Tokuma O novels）

1994年
- 女神の里 第1-4巻（-1998）（小学館）
- 情欲の門（桃園書房、桃園新書）
- 未成年の春秋 第1部（家出篇）（桃園書房、桃園新書）
- 純愛術入門（徳間オリオン、オリオン文庫）

1995年
- 好色の里（実業之日本社、Joy novels）
- 未成年の春秋 第2部熟成篇（桃園書房、桃園新書）
- 人妻蕩らし（勁文社 ケイブンシャノベルス）
- 一夜の情事（青樹社、Big books）

1996年
- 未成年の春秋 第3部（流転篇）（桃園書房、桃園新書）
- 密会の季節（青樹社、Big books）

1997年
- 秘密の部分（青樹社、Big books）

1998年
- 十三歳の実験（光文社）
- 宿場の花（桃園書房、桃園新書）
- 夏の情熱（光文社、光文社文庫）
- 性愛ゲーム（実業之日本社、Joy novels）

1999年
- 愛しき女たち（桃園書房、桃園新書）